# Eleições estaduais no Ceará em 1978
As eleições estaduais no Ceará em 1978 ocorreram em duas etapas conforme determinava o Pacote de Abril: em 1º de setembro aconteceu a via indireta e nessa ocasião a ARENA elegeu o governador Virgílio Távora, o vice-governador Manuel de Castro e o senador César Cals. A fase seguinte aconteceu em 15 de novembro em todos os 22 estados brasileiros e nisso foi eleito o senador José Lins e quanto aos 20 deputados federais e 44 deputados estaduais que foram eleitos, a ARENA conquistou a maioria das cadeiras.
Nascido em Jaguaribe, o governador Virgílio Távora é sobrinho de Juarez Távora e por sua influência ingressou em 1938 na Escola Militar do Realengo com passagens pela Escola de Comando e Estado-Maior do Exército e Escola Superior de Guerra, alcançando o posto de coronel em 1960. Filiado à UDN foi eleito deputado federal em 1950 e 1954 e foi derrotado por Parsifal Barroso na eleição para o governo cearense em 1958. Depois ocupou vagas na direção da Companhia Urbanizadora da Nova Capital e no conselho nacional do Serviço Social Rural no governo Juscelino Kubitschek. No gabinete parlamentarista de Tancredo Neves durante a presidência de João Goulart ocupou o Ministério dos Transportes, cargo que deixou para eleger-se governador do Ceará em 1962. Sua primeira vitória na disputa pelo Palácio Iracema foi resultado de uma coligação entre UDN e PSD chamada "União pelo Ceará" e nisso filiou-se à ARENA ante a adoção do bipartidarismo assumindo o controle da política estadual junto dos coronéis políticos Virgílio Távora, Adauto Bezerra e César Cals que alternaram-se no poder como governadores ao longo do Regime Militar de 1964. Eleito deputado federal em 1966 e senador em 1970, Virgílio Távora retornou ao governo cearense em 1978.
Por conta da reorganização partidária do governo João Figueiredo, os governistas do Ceará ingressaram no PDS enquanto a oposição dividiu-se entre o PMDB e o PT com vistas ao pleito de 1982 quando Virgílio Távora renunciou para candidatar-se a senador entregando o poder a Manuel de Castro no limiar de uma campanha onde a vitória foi da situação.
Os cearenses residentes no Distrito Federal escolheram seus representantes por força da legislação vigente.

## Resultado da eleição para governador
O Colégio Eleitoral do Ceará era composto por 313 membros sendo dominado pela ARENA. Por considerar-se impedido em virtude de ser candidato a vice-governador, Manuel de Castro absteve-se de votar, havendo quatro ausências entre os delegados situacionistas.
| Candidatos a governador do estado | Candidatos a vice-governador | Número | Coligação             | Votação | Percentual |
| --------------------------------- | ---------------------------- | ------ | --------------------- | ------- | ---------- |
| Virgílio Távora ARENA             | Manuel de Castro ARENA       | -      | ARENA (sem coligação) | 308     | 98,40%     |
| Fontes:                           |                              |        |                       |         |            |

## Biografia dos senadores eleitos

### César Cals
Natural de Fortaleza, César Cals ingressou na Escola Militar do Realengo em 1943 e atingiu a patente de coronel do Exército. Formado em Engenharia Militar pela Academia Militar das Agulhas Negras e em Engenharia Civil na Universidade Federal do Rio de Janeiro, foi lotado no 23º Batalhão de Caçadores e no Serviço de Obras da 10ª Região Militar. Vinculado ao setor energético brasileiro, trabalhou na Superintendência de Desenvolvimento do Nordeste (SUDENE), dirigiu a Companhia Energética do Piauí, foi conselheiro da Eletrobras e presidente da Companhia Energética do Maranhão. Renunciou à presidência da Companhia Hidrelétrica de Boa Esperança e filiou-se à ARENA para eleger-se governador do Ceará por via indireta em 1970  após escolha do presidente Emílio Garrastazu Médici. Após deixar o Palácio da Abolição substituiu Lucas Nogueira Garcez como diretor de coordenação da Eletrobras por três anos até ser eleito senador "biônico" em 1978, mandato do qual licenciou-se para assumir o cargo de ministro de Minas e Energia a convite do presidente João Figueiredo.

### José Lins
Para senador venceu José Lins. Engenheiro civil nascido em Crateús, formado na Universidade Federal de Ouro Preto e professor da Universidade Federal do Ceará, trabalhou em Minas Gerais e no Maranhão antes de voltar ao Ceará onde integrou o secretariado do primeiro governo Virgílio Távora e nos de Franklin Chaves e Plácido Castelo antes de assumir a direção do Departamento Nacional de Obras Contra as Secas e da Superintendência do Desenvolvimento do Nordeste, esta última durante o Governo Ernesto Geisel.  A outra vaga no Senado Federal ficou com César Cals, entretanto o mesmo ocupou o Ministério de Minas e Energia no governo João Figueiredo e assim a cadeira foi dada a Almir Pinto.

## Resultado da eleição para senador

### Mandato biônico de oito anos
A eleição para senador biônico levou à vitória de César Cals.
| Candidatos a senador da República | Candidatos a suplente de senador       | Número | Coligação             | Votação | Percentual |
| --------------------------------- | -------------------------------------- | ------ | --------------------- | ------- | ---------- |
| César Cals ARENA                  | Almir Pinto ARENA Armando Aguiar ARENA | -      | ARENA (sem coligação) | 309     | 98,72%     |
| Fontes:                           |                                        |        |                       |         |            |

### Mandato direto de oito anos
Conforme o Tribunal Regional Eleitoral do Ceará houve 129.066 votos em branco (7,92%) e 45.495 votos nulos (3,00%) calculados sobre o comparecimento de 1.524.412 eleitores com os 1.349.851 votos nominais assim distribuídos:
| Candidatos a senador da República | Candidatos a suplente de senador      | Número | Coligação             | Votação | Percentual |
| --------------------------------- | ------------------------------------- | ------ | --------------------- | ------- | ---------- |
| José Lins ARENA                   | Hermano Teles ARENA Dias Macedo ARENA | -      | ARENA (sem coligação) | 758.817 | 56,21%     |
| Chagas Vasconcelos MDB            | Barros Pinho MDB Lustosa da Costa MDB | -      | MDB (sem coligação)   | 591.034 | 43,79%     |
| Fontes:                           |                                       |        |                       |         |            |

## Deputados federais eleitos
São relacionados os candidatos eleitos com informações complementares da Câmara dos Deputados.

Representação eleita
  ARENA: 15
  MDB: 5

| Deputados federais eleitos | Partido | Votação | Percentual | Cidade onde nasceu | Unidade federativa |
| Adauto Bezerra             | ARENA   | 117.282 |            | Juazeiro do Norte  | Ceará              |
| Antônio Morais             | MDB     | 63.988  |            | Pereiro            | Ceará              |
| Marcelo Linhares           | ARENA   | 59.454  |            | Fortaleza          | Ceará              |
| Ossian Araripe             | ARENA   | 57.628  |            | Crato              | Ceará              |
| Paulo Lustosa              | ARENA   | 57.352  |            | Sobral             | Ceará              |
| Flávio Marcílio            | ARENA   | 57.006  |            | Picos              | Piauí              |
| Furtado Leite              | ARENA   | 56.439  |            | Santana do Cariri  | Ceará              |
| Paes de Andrade            | MDB     | 56.234  |            | Mombaça            | Ceará              |
| Evandro Ayres de Moura     | ARENA   | 55.482  |            | Piancó             | Paraíba            |
| Cláudio Filomeno           | ARENA   | 53.825  |            | Fortaleza          | Ceará              |
| Leorne Belém               | ARENA   | 53.316  |            | Quixeramobim       | Ceará              |
| Mauro Sampaio              | ARENA   | 50.476  |            | Fortaleza          | Ceará              |
| Gomes da Silva             | ARENA   | 44.911  |            | Uruburetama        | Ceará              |
| Manuel Gonçalves           | MDB     | 40.870  |            | Assaré             | Ceará              |
| Cesário Barreto            | ARENA   | 40.046  |            | Sobral             | Ceará              |
| Haroldo Sanford            | ARENA   | 38.919  |            | Camocim            | Ceará              |
| Paulo Studart              | ARENA   | 36.962  |            | Fortaleza          | Ceará              |
| Claudino Sales             | ARENA   | 35.133  |            | Novo Oriente       | Ceará              |
| Figueiredo Correia         | MDB     | 34.158  |            | Várzea Alegre      | Ceará              |
| Iranildo Pereira           | MDB     | 28.274  |            | Santana do Cariri  | Ceará              |
| Fontes:                    |         |         |            |                    |                    |

## Deputados estaduais eleitos
A Assembleia Legislativa do Ceará recebeu trinta e três representantes da ARENA e onze do MDB.

Representação eleita
  ARENA: 33
  MDB: 11

Fonteː
| Deputados estaduais eleitos | Partido | Votação | Percentual | Cidade onde nasceu      | Unidade federativa |
| Orlando Bezerra             | ARENA   | 40.763  |            | Juazeiro do Norte       | Ceará              |
| Douvina de Castro           | ARENA   | 30.836  |            | Limoeiro do Norte       | Ceará              |
| Marconi Alencar             | ARENA   | 27.537  |            | Juazeiro do Norte       | Ceará              |
| Antônio dos Santos          | ARENA   | 26.612  |            | Crateús                 | Ceará              |
| Carlos Benevides            | MDB     | 26.323  |            | Fortaleza               | Ceará              |
| Ubiratan Aguiar             | ARENA   | 25.664  |            | Cedro                   | Ceará              |
| Etevaldo Nogueira           | ARENA   | 25.011  |            | Pedro II                | Piauí              |
| José Mário Barbosa          | ARENA   | 23.994  |            | Maranguape              | Ceará              |
| Aquiles Peres Mota          | ARENA   | 23.409  |            | Ipueiras                | Ceará              |
| Francisco Figueiredo        | ARENA   | 22.423  |            | Sobral                  | Ceará              |
| Fernando Mota               | ARENA   | 22.382  |            | São Gonçalo do Amarante | Ceará              |
| Erivano Cruz                | ARENA   | 22.103  |            | Barbalha                | Ceará              |
| Alfredo Machado             | ARENA   | 21.990  |            | Quixeramobim            | Ceará              |
| Francisco Aguiar            | ARENA   | 21.332  |            | Camocim                 | Ceará              |
| Walfrido Monteiro           | ARENA   | 21.227  |            | Icó                     | Ceará              |
| José Prado                  | ARENA   | 19.697  |            | Sobral                  | Ceará              |
| José Gomes da Silva         | ARENA   | 19.200  |            | Uruburetama             | Ceará              |
| Antônio Jacó                | ARENA   | 19.191  |            | Redenção                | Ceará              |
| Antônio Câmara              | ARENA   | 18.702  |            | Tauá                    | Ceará              |
| Gerôncio Bezerra            | ARENA   | 18.405  |            | Russas                  | Ceará              |
| Maria Luíza Fontenele       | MDB     | 18.133  |            | Quixadá                 | Ceará              |
| Deusimar Maciel             | ARENA   | 17.964  |            | Brejo Santo             | Ceará              |
| Otacílio Correia            | ARENA   | 17.930  |            | Várzea Alegre           | Ceará              |
| Paulino Rocha               | MDB     | 17.495  |            | Serra da Meruoca        | Ceará              |
| Orzete Ferreira Gomes       | ARENA   | 17.412  |            | Acaraú                  | Ceará              |
| Quariguasi Frota            | ARENA   | 17.280  |            | Granja                  | Ceará              |
| José Vieira Filho           | ARENA   | 17.200  |            | Boa Viagem              | Ceará              |
| Carlos Cruz                 | ARENA   | 16.750  |            | Juazeiro do Norte       | Ceará              |
| Diógenes Nogueira           | ARENA   | 16.658  |            | Jaguaribe               | Ceará              |
| Júlio Rêgo                  | ARENA   | 16.521  |            | Tauá                    | Ceará              |
| João Viana                  | ARENA   | 16.306  |            | Cedro                   | Ceará              |
| Airton Maia                 | ARENA   | 15.984  |            | Fortaleza               | Ceará              |
| José Batista de Oliveira    | ARENA   | 15.906  |            | Pacatuba                | Ceará              |
| Fonseca Coelho              | ARENA   | 15.878  |            | Tamboril                | Ceará              |
| Maria Lúcia Corrêa          | ARENA   | 15.875  |            | Senador Pompeu          | Ceará              |
| Everardo Silveira           | MDB     | 15.777  |            | Baturité                | Ceará              |
| Filinto Elísio              | ARENA   | 15.661  |            | Cariré                  | Ceará              |
| José Humberto               | MDB     | 15.428  |            | Crateús                 | Ceará              |
| Irapuan Pinheiro            | MDB     | 14.893  |            | Solonópole              | Ceará              |
| Wilson Machado              | MDB     | 14.461  |            | Caririaçu               | Ceará              |
| Aílton Alexandre            | MDB     | 14.390  |            | Iguatu                  | Ceará              |
| Wilson Magalhães            | MDB     | 14.043  |            | Canindé                 | Ceará              |
| Eufrasino Neto              | MDB     | 13.669  |            | Poranga                 | Ceará              |
| Castelo de Castro           | MDB     | 11.410  |            | Mombaça                 | Ceará              |
| Fontes:                     |         |         |            |                         |                    |